# Randolph Scott
Randolph Scott (Orange County, Virginia, 23. siječnja 1898. - Beverly Hills, Kalifornija, 2. ožujka 1987.), američki glumac.
Glumačku karijeru započinje u jednom kazalištu u Pasadeni. Krajem tridesetih i početkom četrdesetih godina uglavnom nastupa kao "čovjek od akcije", posebno zapaženo kao Wayat Erp u "Šerifu s granice". 
Od 1946. glumi isključivo u vesternima i postaje zvijezda žanra u filmovima koji variraju kvalitetom ali privlače publiku. Posljednju ulogu, ujedno i jednu od najuspjelijih, ostvaruje 1962. u filmu "Pucnji poslije podne".
Nastupio u 96 filmova, od toga u 60 vesterna, te bio jedan od najbogatijih pripadnika američkog šou biznisa. Njegovo bogatstvo u naftnim izvorima, nekretninama i dionicama bilo je procjenjeno na 50 do 100 milijuna dolara.